# Zieselbach
Der Zieselbach ist ein etwa 10 km langer Bach, der am Großen Fallstein östlich von Rhoden im Landkreis Harz, Sachsen-Anhalt entspringt und zwischen dem Großen und Kleinen Fallstein zum Großen Bruch verläuft. Er mündet in Hornburg im niedersächsischen Landkreis Wolfenbüttel in einen Seitenarm der Ilse, die Mühlen-Ilse.

## Geographie und Gewässerqualität

### Verlauf
Der Oberlauf des Zieselbachs ist in seinem Quellgebiet am Westhang des Großen Fallsteins auf den amtlichen Karten Niedersachsens und Sachsen-Anhalts lediglich gestrichelt dargestellt.  Die Quelle ist demnach im Waldrandbereich auf etwa 230 m ü. NHN zu vermuten und in einem karstigen Umfeld gelegen. Unterhalb der Verlängerung der Kreisstraße 1342 beginnt der reguläre Verlauf des Bachs (Geokoordinaten 52° 0′ 5″ N, 10° 40′ 46″ O) auf einer Höhe von etwa 140 m ü. NHN. Ab hier fließt er überwiegend in nordwestliche Richtung und passiert Rhoden am südwestlichen Ortsrand. Etwa einen Kilometer unterhalb des Ortes erreicht er die Landesgrenze auf einer Höhe von 95 m ü. NHN. Hier knickt er leicht nach Norden ab und strebt auf den Schiffgraben-West zu, wendet sich aber 300 Meter oberhalb scharf nach Westen. Er erreicht nach einer weiteren sehr geradlinigen Streckenführung und einer abermaligen Nord- und West-Wendung vor der Bundesstraße 82 die Mühlen-Ilse am Standort der früheren Kläranlage Hornburgs. Auf seinem letzten Abschnitt kreuzen  mehrere Gräben den Bach Richtung Norden zum Schiffgraben-West, der in den Aufstellungen des LHW Sachsen-Anhalt abweichend vom kartierten Verlauf als Mündungsgewässer angegeben wird.
Der Bach wird dem Fließgewässertyp „6: Feinmaterialreiche, karbonatische Mittelgebirgsbäche“ zugeordnet.

### Gewässerqualität
Die Gewässerlänge verteilt sich etwa zu gleichen Teilen auf Niedersachsen und Sachsen-Anhalt, das Einzugsgebiet liegt überwiegend in Sachsen-Anhalt. Die Überwachung der Gewässergüte und die Gewässerentwicklung im Rahmen der Europäischen Wasserrahmenrichtlinie obliegt dem Niedersächsischen Landesamt NLWKN. In dessen Gewässergütebericht von 2002 wird lediglich der niedersächsische Anteil mit der Güteklasse II bis III und als artenarm bewertet. In dem aktuellen Datenblatt des sachsen-anhaltischen Landesbetriebs werden die niedersächsischen Daten zitiert, wonach das ökologische Potenzial nur die Note „unbefriedigend“ und die Gesamtbewertung für den chemischen Zustand die Note „nicht gut“ erhalten. Bezüglich der Struktur wird er als „erheblich verändert“ (HMWB) eingestuft.

### Elbe-Weser-Wasserscheide
Der Zieselbach gehört zum Einzugsgebiet der Weser. Auf der Ostseite des Großen Fallsteins fließen die Gewässer zur Deersheimer Aue oder direkt in den Schiffgraben-Ost, der wiederum über Bode und Saale zur Elbe entwässert.